# Avanzar San Luis
Avanzar San Luis es un partido político argentino de ámbito provincial, funcional en la provincia de San Luis, de carácter peronista. Fue fundado en marzo de 2016 por el gobernador Claudio Poggi como un monobloque para su banca en la Cámara de Diputados de la Nación Argentina, tras abandonar el Partido Justicialista y, posteriormente, anunció su nuevo nombre como partido político el 28 de noviembre, para buscar vigencia legal y respaldar la candidatura de Poggi a senador nacional en las elecciones legislativas de 2017. Obtuvo su registro legal el 18 de mayo de 2017, luego de que Poggi tuviera que realizar una acampada de cuatro días en frente a la puerta del juzgado local para que la Justicia Electoral otorgara su reconocimiento a la fuerza.
El partido se declara defensor de la justicia social, así como de las instituciones, y se ha perfilado como principal fuerza opositora a los gobiernos de los hermanos Adolfo y Alberto Rodríguez Saá. En las elecciones de 2017 formó parte de la coalición Cambiemos a nivel nacional, encabezada por el presidente Mauricio Macri, cuando obtuvo una amplia victoria en las elecciones primarias de agosto, la primera derrota electoral para el justicialismo sanluiseño. El frente resultó derrotado por un margen similar en la elección general de octubre y Poggi resultó electo por la minoría, con lo cual contribuyó a la elección de José Luis Riccardo, de la Unión Cívica Radical, como Diputado Nacional.
De cara a las elecciones provinciales de junio de 2019, Avanzar mantuvo su alianza con el gobierno nacional, aunque cambió su nombre a San Luis Unido. Poggi debió enfrentar, como principales adversarios, a los Rodríguez Saá, que se presentaban por separado para la gobernación. La elección resultó en una holgada victoria para Alberto Rodríguez Saá, aunque Poggi logró quedar en segundo lugar y obtener el 34.54% de los votos, así como vencer en el Departamento Junín, obteniendo su representación en el Senado Provincial, y 5 de los 21 escaños en disputa de la Cámara de Diputados. En las elecciones PASO 2021 Poggi ganó con un 37,47% en la categoría de Diputados Nacionales y venció a la lista de los hermanos Saá.

## Representante en el Congreso Nacional
Diputado Nacional
| Bloque Avanzar San Luis Presidente: Claudio Javier Poggi | Bloque Avanzar San Luis Presidente: Claudio Javier Poggi | Bloque Avanzar San Luis Presidente: Claudio Javier Poggi | Bloque Avanzar San Luis Presidente: Claudio Javier Poggi | Bloque Avanzar San Luis Presidente: Claudio Javier Poggi |
| Retrato                                                  | Nombre                                                   | Mandato                                                  | Mandato                                                  |                                                          |
| Retrato                                                  | Nombre                                                   | Inicio                                                   | Fin                                                      |                                                          |
| -------------------------------------------------------- | -------------------------------------------------------- | -------------------------------------------------------- | -------------------------------------------------------- | -------------------------------------------------------- |
|                                                          | Claudio Javier Poggi                                     | 2021                                                     | 2023                                                     |                                                          |